# پانویویچه
پانویویچه (به صربی: Panojeviće) یک منطقهٔ مسکونی در صربستان است که در راشکا واقع شده‌است. پانویویچه ۱۸۴ نفر جمعیت دارد.